# Torres de Berrellén
Torres de Berrellén – gmina w Hiszpanii, w prowincji Saragossa, w Aragonii, o powierzchni 53,81 km². W 2011 roku gmina liczyła 1521 mieszkańców.